# فلوگل‌هورن
فلوگل‌هورن ساز بادی برنجی است و از خانواده ترومپت و کورنت است.
صدای آن گرم‌تر و پخته‌تر و به‌ نظر برخی، «تیره تر» از کورنت است.
در موسیقی جاز نخستین بار مایلز دیویس در آلبوم مایلز اهد (Miles Ahead) این ساز را به کار برد و دیگران مثل کلارک تری و فردی هابارد و چاک مانجیونی این ساز را در آلبوم‌ها و کنسرت‌های خود نواخته‌اند.
نام فلوگل‌هورن از واژه آلمانی Flügelhorn آمده و معنای آن «شیپور جناحی» است. واژه آلمانی فلوگل به معنای بال و همچنین جناح یک سپاه است. باور عمومی این است که این شیپور احتمالاً در قدیم به هنگام جنگ برای فراخواندن جناح‌های سپاه به محلی دیگر استفاده می‌شد و از همین‌رو نام «شیپور جناحی» به آن داده شده‌است.